# Lilian Jackson Braun
Lilian Jackson Braun (Chicopee, 20 giugno 1913 – Landrum, 4 giugno 2011) è stata una scrittrice statunitense di libri gialli.

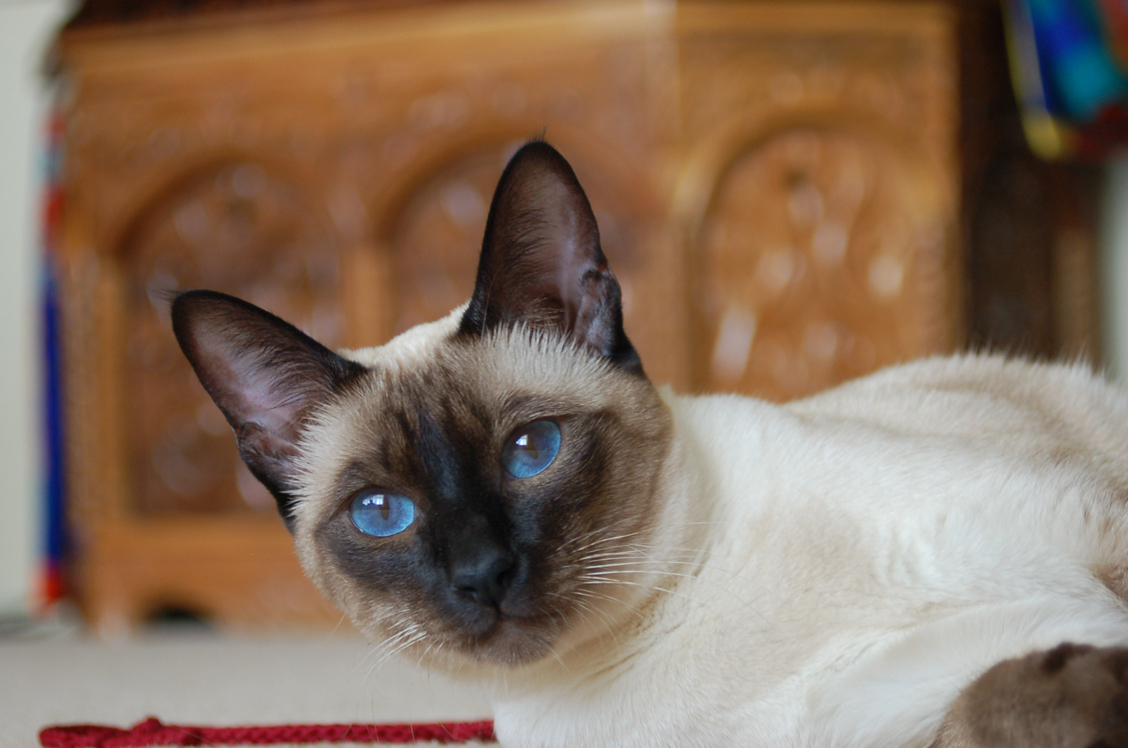
Gatto siamese

L'autrice è nota soprattutto per la serie di romanzi gialli "Il gatto che..." (The Cat Who...) i cui protagonisti sono il giornalista Jim Qwilleran e i gatti siamesi Koko e Yum Yum, romanzi in cui è proprio il fiuto di Koko a scoprire gli indizi rivelatori per la soluzione dei casi.

## Biografia
Lilian Jackson è nata nel Massachusetts, da Charles Jackson e Clara Ward. Si trasferì nel Michigan ancora adolescente. Sulla sua vita l'autrice è sempre stata molto riservata e anche il suo anno di nascita è rimasto un mistero fino all'intervista concessa nel gennaio 2005 al Detroit News. Aveva una sorella, Florence, e un fratello, Lloyd. Charles Jackson, suo padre, era un inventore e un risolutore di problemi di produzione industriale e Clara Ward Jackson, sua madre, era una casalinga.
Dopo la morte del primo marito, Louis Paul Braun, da cui prese il secondo cognome, si risposò con Earl Bettinger, più giovane di lei di dieci anni, con il quale visse a Tryon, nella Carolina del Nord, assieme ai loro due gatti. Tutti i libri della serie sono dedicati "a Earl Bettinger, il marito che...".
Lilian Braun è morta all'Hospice House of the Carolina Foothills, a Landrum nel Sud Carolina, a causa di un'infezione polmonare. Il marito è morto nel luglio 2020.

## Carriera di scrittrice
L'autrice iniziò la carriera vendendo poesie sul baseball al Detroit Times. Lavorò quindi come redattrice pubblicitaria per circa quindici anni e successivamente venne assunta dal Detroit Free Press, quotidiano che avrebbe poi diretto per trent'anni. Poco dopo aver iniziato a lavorare per il Detroit Free Press, un doloroso episodio segnò una svolta nella sua vita di scrittrice. Braun, che fino a quel momento non era particolarmente appassionata di gatti, rimase affascinata da una statuetta di porcellana raffigurante un gatto siamese. Il marito decise allora di regalarle per il suo compleanno un gattino siamese che venne chiamato Koko, di cui la Braun si innamorò perdutamente. All'età di due anni il gatto morì cadendo da una finestra al decimo piano, gettando Braun nella disperazione. A peggiorare la situazione, si sparse la voce nel vicinato che il gatto fosse stato spinto giù da una mano assassina. In una sorta di elaborazione del lutto, Braun scrisse allora The Sin of Madame Phloi, un racconto ispirato alla morte di Koko, in cui il gatto ucciso otteneva vendetta. Il racconto venne pubblicato dall'Ellery Queen's Mystery Magazine che commissionò all'autrice altri racconti con gatti protagonisti.

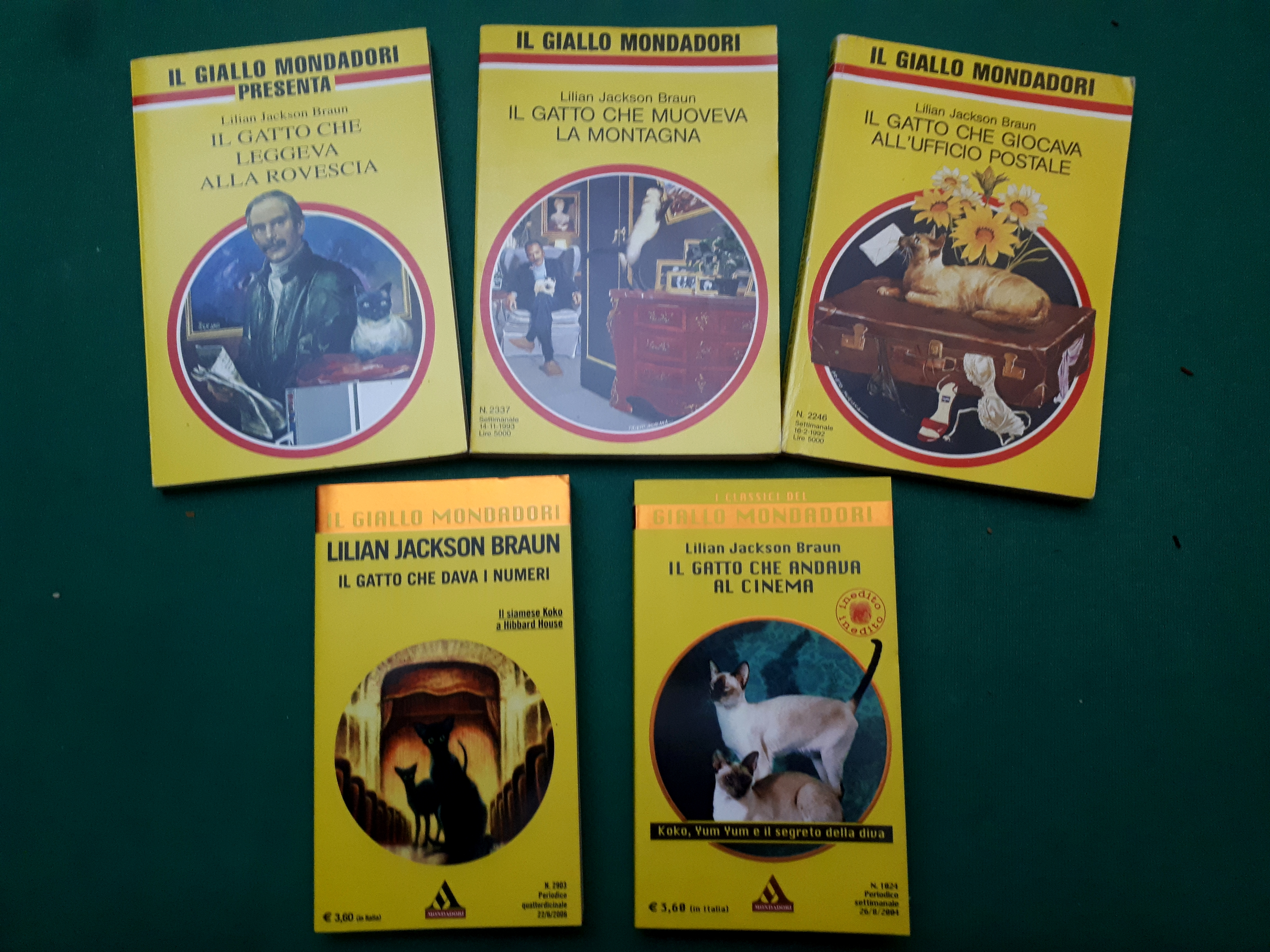
Alcuni titoli della serie pubblicati in Italia nella collana Il Giallo Mondadori

A metà degli anni 60 l'editore americano Dutton propose a Braun di scrivere dei romanzi con protagonisti felini, così ebbe inizio la fortunata serie Il gatto che....
I primi tre libri (Il gatto che leggeva alla rovescia, Il gatto che mangiava i mobili, Il gatto che accendeva il registratore) sono stati pubblicati fra il 1966 e il 1968 e hanno riscosso un buon successo di pubblico, poi per un lungo periodo non sono stati pubblicati altri libri di Braun. Earl Bettinger, suo marito, ha raccontato all'agenzia di stampa Associated Press che Braun si era separata dal suo primo editore negli anni '60 perché si era rifiutata di aggiungere sesso e violenza al suo quarto libro.  La scrittrice ha lasciato passare 18 anni prima di riprendere in mano le avventure di Qwill e Koko e solo nel 1986 è stato pubblicato Il gatto che vedeva rosso. Il suo nuovo editore divenne Berkley Publishing Group, un marchio di Penguin Books, che non solo ha accettato il suo libro, ma ha anche ristampato i suoi primi tre volumi. Dopo il successo di questo libro Braun, ormai in pensione, ha iniziato a scrivere praticamente un libro all'anno a proseguimento della serie fino al 2007, quando si è ritirata a vita privata.
In Italia i libri sono stati stampati nella collana "I Gialli Mondadori".

### Caratteristiche della serie
I libri raccontano le vicende del baffuto reporter James Merlin Mackintosh Qwilleran e dei suoi gatti siamesi, il maschio Kao K'o-Kung (abbreviato Koko) e la femmina di nome Yum Yum. Il titolo del ciclo è dovuto al fatto che nei racconti è l'intuito di Koko a trovare la soluzione di ogni caso, fornendo indizi risolutori annusando e grattando dove serve, spostando mobili o oggetti per far scoprire a Qwilleran il mistero.
Inizialmente ambientati in una grande città non meglio specificata, a partire da Il gatto che amava Brahms l'autrice trova il pretesto di un'eredità per trasferire il protagonista e i suoi inseparabili amici felini nella "Contea di Moose", località di fantasia che si trova "400 miglia a nord di ogni dove". Anche se non esplicitamente dichiarato, molti critici ritengono che le ambientazioni e i personaggi della serie in questa seconda parte siano ricalcati sui luoghi del Michigan, in cui l'autrice risiedeva assieme al marito fino alla metà degli anni 80.
Caratteristica predominante nelle opere della Braun è l'eccentricità: eccentricità dei personaggi, in primo luogo del gatto che dà il titolo alla serie, dotato di straordinaria intelligenza, fiuto da detective e facoltà paranormali; eccentricità delle ambientazioni delle storie; eccentricità dei nomi delle località e dei personaggi, la maggior parte di difficile pronuncia, come lo stesso giornalista co-protagonista.
Secondo alcuni critici col passare del tempo i libri di Braun hanno perso la classica connotazione di "Romanzo Giallo" in quanto per raccontare le stravaganze dei personaggi e l'evolversi della storia di Qwill, l'autrice ha trasformato i suoi romanzi: le morti ci sono, ma non viene approfondito se accidentali, naturali o criminali; manca quasi del tutto la parte relativa alle indagini e la tanto sospirata soluzione finale sembra giungere senza un'effettiva spiegazione.

### Personaggi
James Mackintosh Qwilleran, o Qwill come lo chiamano i suoi amici, è il principale personaggio umano nei libri, è un uomo di mezza età e viene spesso descritto come malinconico o meditabondo, ma è una compagnia spiritosa e piacevole. Nel primo libro della serie torna a fare il giornalista dopo un periodo difficile a seguito del divorzio e gravato dall'alcolismo. Quando si trasferisce nella Contea di Moose si dedica ad altre attività, spesso coinvolto dagli altri abitanti in feste locali.
Kao K'o-Kung è il nome completo del gatto siamese che viene quasi sempre chiamato Koko. Prende il nome da un artista cinese del XIII secolo e ha l'aspetto di un gatto da esposizione e un atteggiamento ostinato verso tutto ciò che non gli piace. Compare nel primo libro come proprietà di un critico d'arte e, dopo la morte di questi, verrà adottato da Qwilleran.
Yum Yum è siamese anch'essa e ha avuto un passato travagliato. La gattina prende il nome da un personaggio dell'opera The Mikado di Gilbert e Sullivan ed è descritta come più piccola di Koko e molto più affettuosa. I suoi "bellissimi occhi viola-blu" sono leggermente incrociati. Compare a partire dal secondo romanzo e non ha un ruolo attivo nelle investigazioni.

## Eredità
Nel giugno 2022, la Mystery Writers of America ha annunciato l'istituzione del Lilian Jackson Braun Award, un premio da assegnare al miglior libro di mistero ambientato in epoca contemporanea. Braun ha lasciato un lascito alla MWA che ha consentito loro di finanziare nuovi progetti e programmi e la MWA ha scelto di onorare la sua carriera e la sua eredità con il premio.
La Biblioteca di Columbus, nella Carolina del Nord, ha inaugurato il suo nuovo Lilian Jackson Braun e Earl Bettinger Music Garden il 10 giugno 2023.

## Opere

### Romanzi
1. 1966, Il gatto che leggeva alla rovescia (The Cat Who Could Read Backwards), stampato nel 1991 nella collana Il Giallo Mondadori con il numero 2192. Uscito anche nel cofanetto "Il gatto che ne ha messi 4 in una scatola", "Gli Speciali del Giallo Mondadori" N. 3, agosto 1994, e ne "Gli speciali del Giallo Mondadori" N. 27, "Quando il gatto ci mette la coda", marzo 2001.
2. 1967, Il gatto che mangiava i mobili (The Cat Who Ate Danish Modern), stampato nel 1993 nella collana Il Giallo Mondadori con il numero 2301. Pubblicato anche ne "Gli speciali del Giallo Mondadori" N. 43, "Il delitto fa le fusa", dicembre 2004.
3. 1968, Il gatto che accendeva il registratore (The Cat Who Turned On and Off), stampato nel 1994 nella collana Il Giallo Mondadori con il numero 2377. Pubblicato anche ne "Gli speciali del Giallo Mondadori" N. 50, "Gatti & delitti", dicembre 2006.
4. 1986, Il gatto che vedeva rosso (The Cat Who Saw Red), stampato nel 1991 nella collana Il Giallo Mondadori con il numero 2204. Uscito anche nel cofanetto "Il gatto che ne ha messi 4 in una scatola", "Gli Speciali del Giallo Mondadori" N. 3, agosto 1994, e ne "Gli speciali del Giallo Mondadori" N. 27, "Quando il gatto ci mette la coda", marzo 2001.
5. 1987, Il gatto che amava Brahms (The Cat Who Played Brahms), stampato nel 1991 nella collana Il Giallo Mondadori con il numero 2220. Uscito anche nel cofanetto "Il gatto che ne ha messi 4 in una scatola", "Gli Speciali del Giallo Mondadori" N. 3, agosto 1994, e ne "Gli speciali del Giallo Mondadori" N. 33, "Tanto va il gatto al delitto...", giugno 2002.
6. 1987, Il gatto che giocava all'ufficio postale (The Cat Who Played Post Office), stampato nel 1992 nella collana Il Giallo Mondadori con il numero 2246. Uscito anche nel cofanetto "Il gatto che ne ha messi 4 in una scatola", "Gli Speciali del Giallo Mondadori" N. 3, agosto 1994, e ne "Gli speciali del Giallo Mondadori" N. 33, "Tanto va il gatto al delitto...", giugno 2002.
7. 1988, Il gatto che leggeva Shakespeare (The Cat Who Knew Shakespeare), stampato nel 1992 nella collana Il Giallo Mondadori con il numero 2257. Pubblicato anche ne "Gli speciali del Giallo Mondadori" N. 39, "Quattro gatti in giallo", aprile 2004.
8. 1988, Il gatto che annusava la colla (The Cat Who Sniffed Glue), stampato nel 1995 nella collana Il Giallo Mondadori con il numero 2415. Pubblicato anche ne "Gli speciali del Giallo Mondadori" N. 53, "Gatti ed enigmi", dicembre 2007.
9. 1989, Il gatto che volle andare sottoterra (The Cat Who Went Underground), stampato nel 1996 nella collana Il Giallo Mondadori con il numero 2451. Pubblicato anche ne "Gli speciali del Giallo Mondadori" N. 56, "I gatti del crimine", dicembre 2008.
10. 1990, Il gatto che parlava ai fantasmi (The Cat Who Talked to Ghosts), stampato nel 1992 nella collana Il Giallo Mondadori con il numero 2273. Pubblicato anche ne "Gli speciali del Giallo Mondadori" N. 39, "Quattro gatti in giallo", aprile 2004.
11. 1990, Il gatto che viveva alla grande (The Cat Who Lived High), stampato nel 1992 nella collana Il Giallo Mondadori con il numero 2282.
12. 1991, Il gatto che conosceva il cardinale (The Cat Who Knew a Cardinal), stampato nel 1993 nella collana Il Giallo Mondadori con il numero 2324. Pubblicato anche ne "Gli speciali del Giallo Mondadori" N. 43, "Il delitto fa le fusa", dicembre 2004.
13. 1992, Il gatto che muoveva la montagna (The Cat Who Moved a Mountain), stampato nel 1993 nella collana Il Giallo Mondadori con il numero 2337. Pubblicato anche ne "Gli speciali del Giallo Mondadori" N. 47, "Delitti Siamesi", dicembre 2005.
14. 1992, Il gatto che non c'era (The Cat Who Wasn't There), stampato nel 1994 nella collana Il Giallo Mondadori con il numero 2354. Pubblicato anche ne "Gli speciali del Giallo Mondadori" N. 47, "Delitti Siamesi", dicembre 2005.
15. 1993, Il gatto che entrava nell'armadio (The Cat Who Went into the Closet), stampato nel 1994 nella collana Il Giallo Mondadori con il numero 2395.  Pubblicato anche ne "Gli speciali del Giallo Mondadori" N. 50, "Gatti & delitti", dicembre 2006.
16. 1994, Il gatto che giocava a domino (The Cat Who Came to Breakfast), stampato nel 1995 nella collana Il Giallo Mondadori con il numero 2426. Pubblicato anche ne "Gli speciali del Giallo Mondadori" N. 53, "Gatti ed enigmi", dicembre 2007.
17. 1995, Il gatto che faceva la spia (The Cat Who Blew the Whistle), stampato nel 1996 nella collana Il Giallo Mondadori con il numero 2479.  Pubblicato anche ne "Gli speciali del Giallo Mondadori" N. 56, "I gatti del crimine", dicembre 2008.
18. 1996, Il gatto che amava il formaggio (The Cat Who Said Cheese), stampato nel 1997 nella collana Il Giallo Mondadori con il numero 2509. Pubblicato anche ne "Gli speciali del Giallo Mondadori" N. 59, "Il gatto che scoprì il colpevole", dicembre 2009.
19. 1997, Il gatto che pedinava il ladro (The Cat Who Tailed a Thief), stampato nel 1997 nella collana Il Giallo Mondadori con il numero 2533.  Pubblicato anche ne "Gli speciali del Giallo Mondadori" N. 59, "Il gatto che scoprì il colpevole", dicembre 2009.
20. 1998, Il gatto che cantava agli uccelli (The Cat Who Sang for the Birds), stampato nel 1998 nella collana Il Giallo Mondadori con il numero 2585. Pubblicato anche ne "Gli speciali del Giallo Mondadori" N. 62, "Il gatto che conosceva gli astri", dicembre 2010.
21. 1999, Il gatto che guardava le stelle (The Cat Who Saw Stars), stampato nel 1999 nella collana Il Giallo Mondadori con il numero 2629. Pubblicato anche ne "Gli speciali del Giallo Mondadori" N. 62, "Il gatto che conosceva gli astri", dicembre 2010.
22. 2000, Il gatto che rubava i salvadanai (The Cat Who Robbed a Bank), stampato nel 2000 nella collana Il Giallo Mondadori con il numero 2689.
23. 2001, Il gatto che sentiva puzza di bruciato (The Cat Who Smelled A Rat), stampato nel 2001 nella collana Il Giallo Mondadori con il numero 2734.
24. 2002, Il gatto che annusava le streghe (The Cat Who Went Up The Creek), stampato nel 2002 nella collana Il Giallo Mondadori con il numero 2810.
25. 2003, Il gatto che andava al cinema (The Cat Who Brought Down The House), stampato nella collana I Classici del Giallo Mondadori con il numero 1024.
26. 2004, Il gatto che andava ai party (The Cat Who Talked Turkey), stampato nel 2005 nella collana I Classici del Giallo Mondadori con il numero 1075.
27. 2005, Il gatto che dava i numeri (The Cat Who Went Bananas), stampato nel 2005 nella collana Il Giallo Mondadori con il numero 2903.
28. 2006, Il gatto che scattò la foto (The Cat Who Dropped a Bombshell), stampato nel 2007 nella collana Il Giallo Mondadori con il numero 2932.
29. 2007, Il gatto che aveva sessanta vibrisse (The Cat Who Had 60 Whiskers), stampato nel 2008 nella collana Il Giallo Mondadori con il numero 2956.
30. 2008, The Cat Who Smelled Smoke (annullato dall'editore Putnam)

### Racconti
- 1988, The Cat Who Had 14 Tales.

Raccolta che comprende i seguenti racconti:
1. Phup Phat Concentrates
2. Weekend of the Big Puddle (Il weekend della grande poltiglia). Pubblicato ne "Gli speciali del Giallo Mondadori" N. 33, "Tanto va il gatto al delitto...", giugno 2002.
3. The Fluppie Phenomenon (Il fenomeno Fluppie). Pubblicato ne "Gli speciali del Giallo Mondadori" N. 27, "Quando il gatto ci mette la coda", marzo 2001.
4. The Hero of Drummond Street (L'eroe di Drummond Street). Pubblicato ne "Gli speciali del Giallo Mondadori" N. 33, "Tanto va il gatto al delitto...", giugno 2002.
5. The Mad Museum Mouser
6. The Dark One (Lo Scuro). Prima edizione americana: "Ellery Queen's Mystery Magazine", giugno 1966. Pubblicato ne "Gli speciali del Giallo Mondadori" N. 32, "Il villaggio del mistero", marzo 2002.
7. East Side Story (East Side Story). Pubblicato ne "Gli speciali del Giallo Mondadori" N. 39, "Quattro gatti in giallo", aprile 2004.
8. Tipsy and the Board of Health (Tipsy e l'Ufficio d'igiene). Pubblicato ne "Gli speciali del Giallo Mondadori" N. 32, "Il villaggio del mistero", marzo 2002.
9. A Cat Named Conscience
10. SuSu and the 8:30 Ghost (SuSu e il fantasma delle venti e trenta). Prima edizione americana: "Ellery Queen's Mystery Magazine", aprile 1964. Pubblicato ne "Gli speciali del Giallo Mondadori" N. 27, "Quando il gatto ci mette la coda", marzo 2001. Prima edizione italiana con il titolo "Pronto, polizia?": Il Giallo Mondadori, luglio 1964.
11. Stanley and Spook
12. A Cat Too Small for His Whiskers (Un gatto troppo piccolo per i suoi baffi). Pubblicato ne "Gli speciali del Giallo Mondadori" N. 34, "In vacanza con le signorine omicidi", agosto 2002
13. The Sin of Madame Phloi (Il peccato di Madame Phloi). Pubblicato nel "Supergiallo Mondadori" N. 13, "Inverno Giallo 1999 - Gatti & Crimini", novembre 1998.
14. Tragedy on New Year's Eve (Tragedia a Capodanno). Pubblicato ne "Gli speciali del Giallo Mondadori" N. 39, "Quattro gatti in giallo", aprile 2004.

- 2003, The Private Life of the Cat Who... (Vita privata del Gatto che...), Pubblicato ne "Gli speciali del Giallo Mondadori" N. 47, "Delitti Siamesi", dicembre 2005.
- 2003, Short and Tall Tales.

### Altro
Prefazione al libro Il tuo gatto per negati" (Cats for dummies), Gina Spadafori, Paul D. Pion, Milano: Mondadori, 2011.